# Heinzpeter Hempelmann

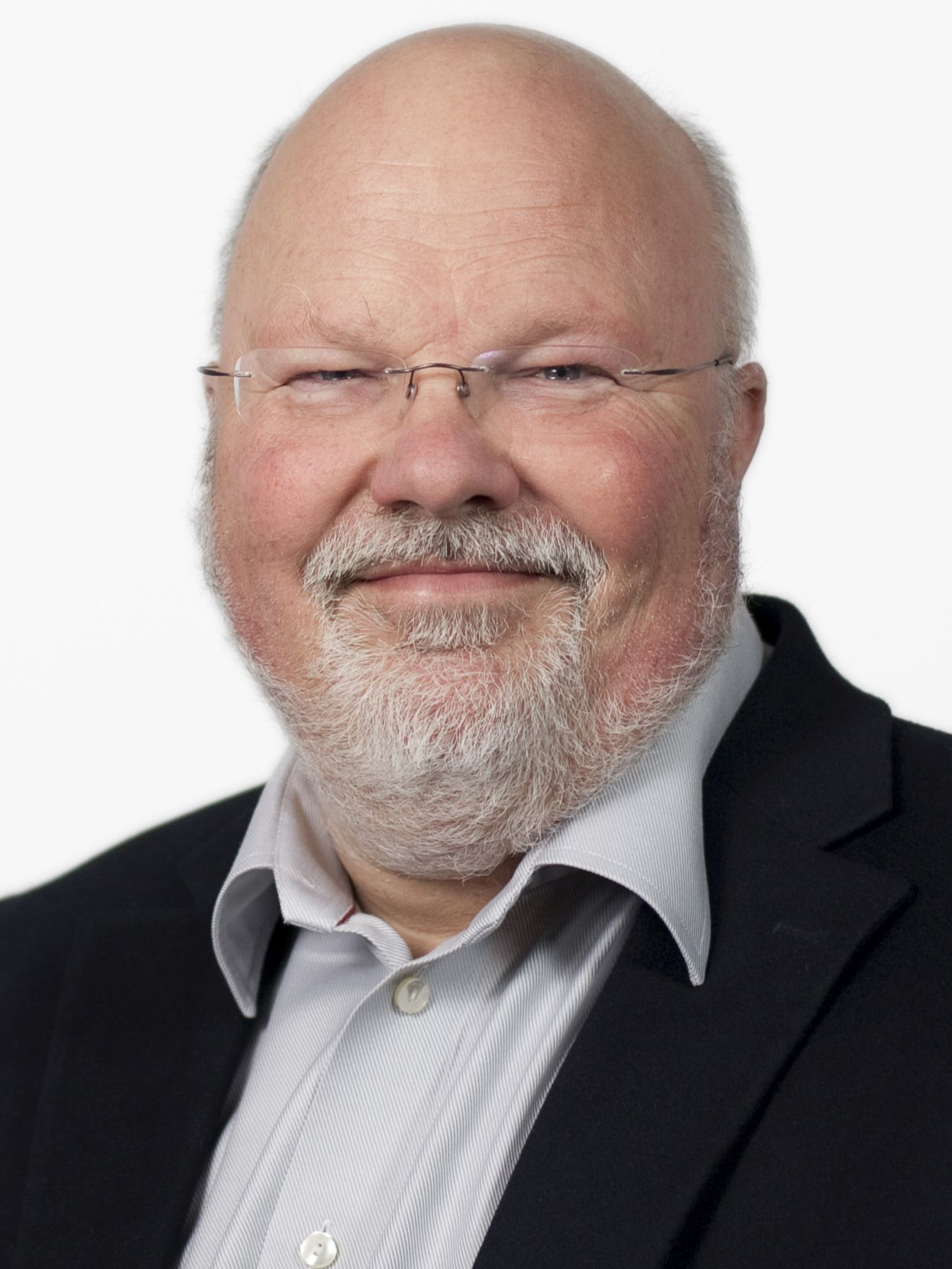
Heinzpeter Hempelmann im Jahr 2011

Heinzpeter Hempelmann (* 7. Mai 1954 in Bonn) ist ein deutscher evangelischer Theologe und Philosoph. Bekannt geworden ist er u. a. durch seine rege Vortragstätigkeit sowie durch eine Vielzahl von Veröffentlichungen zu Basisthemen des Glaubens- und Bibelverständnisses, christlicher Ethik und Apologetik sowie zum Verhältnis von christlicher Theologie und postmoderner Philosophie. Ein besonderes Forschungsinteresse hat er an der sozialwissenschaftlichen Erkundung von Lebenswelten bzw. Milieus.

## Leben und Wirken
Von 1972 bis 1983 studierte Hempelmann Theologie und Philosophie in Bonn und Tübingen. 1979 absolvierte er das Magisterexamen (M.A.) in Philosophie. Von 1983 bis 1988 war er theologischer Referent der Pfarrergebetsbruderschaft. Zwischen 1989 und 1992 absolvierte er ein Vikariat der Evangelischen Landeskirche in Württemberg. 1992 promovierte er an der Universität Mainz zum Dr. theol. Von 1992 bis 1995 war er Referent für theologische Grundsatzfragen im Amt für missionarische Dienste der Evangelischen Landeskirche in Württemberg. 1995 wurde er Studienleiter des theologischen Seminars der Liebenzeller Mission, 1996 Seminardirektor. Ab 2007 nahm er aus familiären Gründen hier nur noch Dozentenaufgaben wahr. Von 1997 bis 2020 war er Schriftleiter der Theologischen Beiträge. 2007 wurde er Gastdozent an der Evangelischen Hochschule Tabor in Marburg und Wissenschaftlicher Mitarbeiter für Fragen der Religionssoziologie und Lebensweltforschung im Evangelischen Oberkirchenrat Stuttgart (Ev. Landeskirche Württemberg). Seit Wintersemester 2008/09 hat er regelmäßig Lehraufträge in praktischer Theologie an der Universität Greifswald inne. Seit 2010 lehrt er als Professor an der Evangelischen Hochschule Tabor in Marburg Religionsphilosophie und ist dort seit 2013 wissenschaftlicher Direktor des TANGENS-Instituts für Kulturhermeneutik und Lebensweltforschung. Im Februar 2015 wurde er zum Honorarprofessor für Systematische Theologie und Kulturhermeneutik an der Internationalen Hochschule Liebenzell berufen. Zudem ist er Dozent am Institut für Gemeindebau und Weltmission (IGW).

## Auszeichnungen
- 1995: Preis der Templeton-Foundation
- 2004: Johann-Tobias-Beck-Preis

## Familie
Hempelmann ist mit seiner Frau Renate verheiratet. Das Paar hat zwei Kinder und wohnt in Schömberg bei Neuenbürg.

## Mitgliedschaften und Gremien
- Lizenzierter Consultant-Partner des Sinus-Forschungsinstituts, Heidelberg-Berlin
- Wissenschaftlicher Direktor vom Tangens-Institut für Kulturhermeneutik und Lebensweltforschung an der EHT, Marburg
- Wissenschaftlicher Beirat des Marburger Institutes für Religion und Psychotherapie
- Karl-Heim-Gesellschaft

## Herausgeberschaften
- Theologische Beiträge, mit Reiner Braun; SCM
- Kirche und Milieu, mit Markus Weimer, Benjamin Schließer, Corinna Schubert u. a.; Neukirchner Verlag
- Kirche lebt; Glaube wächst, Brunnen Verlag
- Evangelisches Lexikon für Theologie und Gemeinde, mit Uwe Swarat; SCM R. Brockhaus

## Veröffentlichungen (Auswahl)
- Kritischer Rationalismus und Theologie als Wissenschaft. Zur Frage nach dem Wirklichkeitsbezug des christlichen Glaubens. Brockhaus, Haan 1987, ISBN 3-417-29302-2.
- Gott kennen ist Leben. Was den christlichen Glauben ausmacht. Hänssler, Holzgerlingen 1994, ISBN 3-7751-2055-6.
- Wie denken Sie über Gott; Holzgerlingen: Hänssler, 1995; ISBN 3-7751-1830-6.
- Glauben wir alle an denselben Gott? Christlicher Glaube in einer nachchristlichen Gesellschaft. Liebenzeller Mission, Bad Liebenzell 1997, ISBN 3-88002-631-9. Brockhaus, Haan 1997, ISBN 3-417-29075-9.
- Wahrheit ohne Toleranz – Toleranz ohne Wahrheit. Brockhaus, Haan 1997, ISBN 3-417-29068-6.
- Grundfragen der Schriftauslegung. Brockhaus, Haan 1998, ISBN 3-417-29311-1.
- Die Autorität der Heiligen Schrift und die Quellen theologischer Grundentscheidungen. Liebenzeller Mission, Bad Liebenzell 1999, ISBN 3-921113-01-6.
- Wie wir denken können. Brockhaus, Wuppertal 2000, ISBN 3-417-29437-1.
- Gott in der Erlebnisgesellschaft. Postmoderne als theologische Herausforderung. Brockhaus, Haan 2001, ISBN 3-417-29467-3.
- Jesus lebt – das Grab ist leer. Brockhaus, Haan 2003, ISBN 3-417-20604-9.
- Gottes Ordnungen zum Leben. Die Stellung der Frau in der Gemeinde. Liebenzeller Mission, Bad Liebenzell 2003, ISBN 3-921113-65-2.
- Die Auferstehung Jesu Christi – eine historische Tatsache? Brockhaus, Haan 2003, ISBN 3-417-29504-1.
- Ehe, Ehescheidung und Wiederheirat. Eine biblisch-exegetische und praktisch-seelsorgerliche Orientierung. Liebenzeller Mission, Bad Liebenzell 2003, ISBN 3-921113-66-0.
- Liebt Gott Schwule und Lesben? Zur Diskussion über Bibel und Homosexualität. Liebenzeller Mission, Bad Liebenzell 2004, ISBN 3-921113-42-3.
- Nicht auf der Schrift, sondern unter ihr. Liebenzeller Mission, Bad Liebenzell 2004, ISBN 3-921113-76-8.
- Theologie aus Leidenschaft. Brunnen, Gießen/Basel 2004, ISBN 3-7655-9100-9.
- Glauben wir alle an denselben Gott? Liebenzeller Mission, Bad Liebenzell 2005, ISBN 3-921113-77-6.
- Wortgetreu oder leserfreundlich. Brockhaus, Haan 2005, ISBN 3-417-29103-8.
- Islam in Deutschland – sind wir darauf vorbereitet? Liebenzeller Mission, Bad Liebenzell 2005, ISBN 3-921113-79-2.
- Was Gottes Kraft in Müden schafft. Österlich leben das ganze Jahr. Liebenzeller Mission, Bad Liebenzell 2005, ISBN 3-921113-83-0.
- Was sind denn diese Kirchen noch …? Christliche Gemeinde vor den Herausforderungen der Postmoderne. Brockhaus, Witten 2006, ISBN 3-417-29494-0.
- Der neue Atheismus und was Christen von ihm lernen können. Brunnen, Gießen 2010, ISBN 978-3-7655-1463-0.
- Die Auferstehung Jesu Christi – Wirklich auferstanden! Historische und philosophische Argumente für den Osterglauben. Witten 2011, ISBN 978-3-417-29504-7.
- Gott im Milieu. Wie Sinusstudien der Kirche helfen können, Menschen zu erreichen. Brunnen, Gießen 2012, ISBN 978-3-7655-1536-1.
- Prämodern, Modern, Postmodern. Warum ticken Menschen so unterschiedlich? Basismentalitäten und ihre Bedeutung für Mission, Gemeindearbeit und Kirchenleitung. Neukirchen-Vluyn 2013, ISBN 978-3-7887-2758-1.
- Kirche im Milieu. Die Sinus-Kirchenstudie „Evangelisch in Baden und Württemberg“. Ergebnisse und Impulse für den Gottesdienst. Brunnen, 2013, ISBN 978-3-7655-2021-1.
- Stürzen wir nicht fortwährend? (Editionsreihe Wie die wahre Welt zur Fabel wurde.) Brockhaus, Wuppertal 2015, ISBN 978-3-417-29548-1.
- Die Wirklichkeit Gottes. Band 1: Theologische Wissenschaft im Diskurs mit Wissenschaftstheorie, Sprachphilosophie und Hermeneutik. Neukirchener Verlagsgesellschaft, Neukirchen-Vluyn 2015, ISBN 978-3-7887-2844-1.
- Die Wirklichkeit Gottes. Band 2: Theologische Wissenschaft im Diskurs mit Postmoderne, Religionsphilosophie und Anthropologie. Neukirchener Verlagsgesellschaft, Neukirchen-Vluyn 2015, ISBN 978-3-7887-2846-5.
- Kennt Gott mein Leid? Fragen an den Gott, der Liebe genannt wird, Brunnen, Gießen 2020, ISBN 978-3-7655-4359-3.
- Philosophie. Eine Einführung für Theologen, Brunnen, Gießen.
  - Band 1. Antike: Vorsokratiker – Platon – Aristoteles, 2022, ISBN 978-3-7655-9115-0.
- Die Kirche ist tot – es lebe die Kirche: Denkanstöße, wie die Kirche neue Zukunft gewinnen kann, Brunnen, Gießen 2023, ISBN 978-3-7655-2139-3.

als (Mit)Herausgeber
- Warum in aller Welt Mission? Zerstört Mission Kultur?, Liebenzeller Mission, Bad Liebenzell 1999, ISBN 978-3-88002-687-2.
- mit Michael Herbst (Hrsg.): Vom gekreuzigten Gott reden. Wie wir Passion, Sühne und Opfer heute verständlich machen können, Brunnen, Gießen 2011, ISBN 978-3-7655-1486-9.
- mit Michael Herbst, Markus Weimer (Hrsg.): Gemeinde 2.0 – Frische Formen für die Kirche von heute, Neukirchener Verlagsgesellschaft, Neukirchen-Vluyn 2011, ISBN 978-3-7615-5886-7.
- mit Benjamin Schließer, Corinna Schubert, Markus Weimer: Handbuch Taufe: Impulse für eine milieusensible Taufpraxis, Neukirchener Verlagsgesellschaft, Neukirchen-Vluyn 2013, ISBN 978-3-7887-2740-6.
- mit Ulrich Heckel, Karen Hinrichs, Dan Peter (Hrsg.): Auf dem Weg zu einer milieusensiblen Kirche. Die Sinus-Studie „Evangelisch in Baden und Württemberg“ und ihre Konsequenzen für kirchliche Handlungsfelder, Neukirchener Verlagsgesellschaft, Neukirchen-Vluyn 2015, ISBN 978-3-7887-2924-0.
- mit Benjamin Schließer, Corinna Schubert, Markus Weimer (Hrsg.): Handbuch Bestattung: Impulse für eine milieusensible kirchliche Praxis, Neukirchener Verlagsgesellschaft, Neukirchen-Vluyn 2015, ISBN 978-3-7887-2967-7.
- mit Bodo Flaig: Aufbruch in die Lebenswelten. Die zehn Sinus-Milieus als Zielgruppen kirchlichen Handelns, Springer Fachmedien, Wiesbaden 2019, ISBN 978-3-658-26297-6.
- mit Benjamin Schließer, Corinna Schubert, Patrick Todjeras und Markus Weimer (Hrsg.): Handbuch milieusensible Kommunikation des Evangeliums. Reflexionen, Dimensionen, praktische Umsetzungen (Kirche und Milieu; Bd. 4), Vandenhoeck & Ruprecht, Göttingen 2019, ISBN 978-3-525-70277-2.

Aufsätze
- mit Michael Herbst, Johannes Zimmermann, Anna-Konstanze Schröder, Matthias Clausen: Zehn Thesen zur Konversion. In: Anna-Konstanze Schröder, Johannes Zimmermann (Hrsg.): Wie finden Erwachsene zum Glauben? Einführung und Ergebnisse der Greifswalder Studie. 2. Auflage. Aussaat, Neukirchen-Vluyn 2011, ISBN 978-3-7615-5888-1, S. 57–167.
- Kirchendistanz oder Indifferenz? Wie die Kirche von der Typologie der Lebensweltforschung profitieren kann. Ein kritischer Abgleich der Sinus-Studie für Baden-Württemberg mit der 5. Kirchenmitgliedschaftsuntersuchung. In: Theologische Beiträge. 45. Jg., 2014, S. 284–303.